# Marko Mlinarić
Marko Mlinarić „Mlinka“ (* 1. September 1960 in Zagreb) ist ein ehemaliger kroatischer bzw. jugoslawischer Fußballspieler.

## Karriere

### Verein
Er war Stürmer bei Dinamo Zagreb, beim AJ Auxerre, AS Cannes und HNK Segesta Sisak.
Seine größten Erfolge feierte er bei Dinamo Zagreb, wo er in 613 Spielen 174 Tore schoss, und damit gehört er zu den besten Spielern dieses kroatischen Traditionsvereins.

### Nationalmannschaft
In der kroatischen Nationalmannschaft bestritt er ein Länderspiel und für die jugoslawische 17 Länderspiele und schoss ein Tor.